# Hoy es el futuro
Hoy es el futuro es el octavo disco (y duodécimo lanzamiento) del grupo español La Polla Records.
En este álbum la banda busca volver al sonido y temas de finales de los años 80. Entre ellos, cabe destacar la canción homónima, la cual busca tener una vertiente poética similar a la letra del tema "Ellos dicen mierda" (del disco Ellos dicen mierda, nosotros amén de 1990). Además, en este disco Sumé, guitarrista rítmico de la banda aporta más voces que el resto de los integrantes a la hora de acompañar a Evaristo.
Durante la gira, la banda consigue realizar su segunda visita a Latinoamérica, esta vez realizando presentaciones en Argentina, Uruguay y Chile

## Canciones
- Todos los temas fueron compuestos por Evaristo Páramos, Miguel Garín, Abel Murua, Fernando Murua y Manolo García.

1. "Radio crimen" - 2:25
2. "Sólo un dedo" - 2:16
3. "Sin dinero" - 2:28
4. "Johnny" - 2:48
5. "La llorona" - 3:42
6. "Muellecillos" - 2:42
7. "Calienta el odio" - 2:01
8. "Dr. Spock" - 2:26
9. "Lady Chaterly" - 2:27
10. "Eutanasia" - 3:11
11. "El intocable" - 2:23
12. "Desengaño" - 2:14
13. "Lirios" - 2:02
14. "Hoy es el futuro" - 3:00

## Personal
Músicos
- Evaristo - Voz.
- Txarly - Guitarra solista, coros.
- Sumé - Guitarra rítmica y Segunda voz en "Lirios" y "La Llorona".
- Abel - Bajo.
- Fernandito - Batería, coros.

Colaboradores
- Manolo Gil - Diseño de la portada.
- Jean Phocas - Técnico de la Grabación.
- Jokin Larrea - Diseño de interiores y Dibujos.
- Ritxi Aizpuru - Coordinación.
- Nines Amorena - Maquetación.

- Datos: Q5903667